# Seregno Calcio
Die Unione Sportiva Dilettantistica 1913 Seregno Calcio, kurz Seregno Calcio ist ein italienischer Fußballverein aus Seregno. Der Verein wurde 1913 gegründet und trägt seine Heimspiele im Stadio Ferruccio aus, das Platz bietet für 3.700 Zuschauer. Seregno Calcio spielte bisher acht Jahre in der Serie B und ist derzeit in der Serie D, der fünfthöchsten Spielklasse in Italien, zu finden.

## Ligenzugehörigkeit
- Serie B: 8 Spielzeiten
- Serie C: 28 Spielzeiten* Serie D: 32 Spielzeiten

## Ehemalige Spieler
- Enrico Annoni